# 속초 신흥사 보제루
속초 신흥사 보제루(束草 神興寺 普濟樓)는 대한민국 강원특별자치도 속초시 설악동, 신흥사에 있는 건축물이다. 1985년 9월 13일 강원특별자치도의 유형문화재 제104호로 지정되었다.

## 개요
설악산 동쪽 기슭에 있는 신흥사에 있으며, 조선 영조 46년(1770)에 세워진 것으로, 장대석으로 2단 쌓은 기단 위에 정면 7칸, 측면 2칸의 홑처마 맞배지붕 건물이다. 이 건물은 극락보전을 중심으로 운하당과 적묵당이 있는 마당을 둘러싸 사찰 중심 영역의 공간성을 확보해 준다. 건물의 하부는 기둥으로만 구성된 열려 있는 공간으로 극락보전으로 가는 통로가 된다.
조선 후기로 갈수록 규모가 커진 모습을 보여주는 보제루 내에는 법고와 목어, 대종, 경판이 보관되어 있고 몇몇의 현판과 중수기가 걸려 있다. 이 중에는 이 사찰이 왕실의 원찰(願刹)이었음을 보여 주는 현판이 걸려 있다.

## 사진

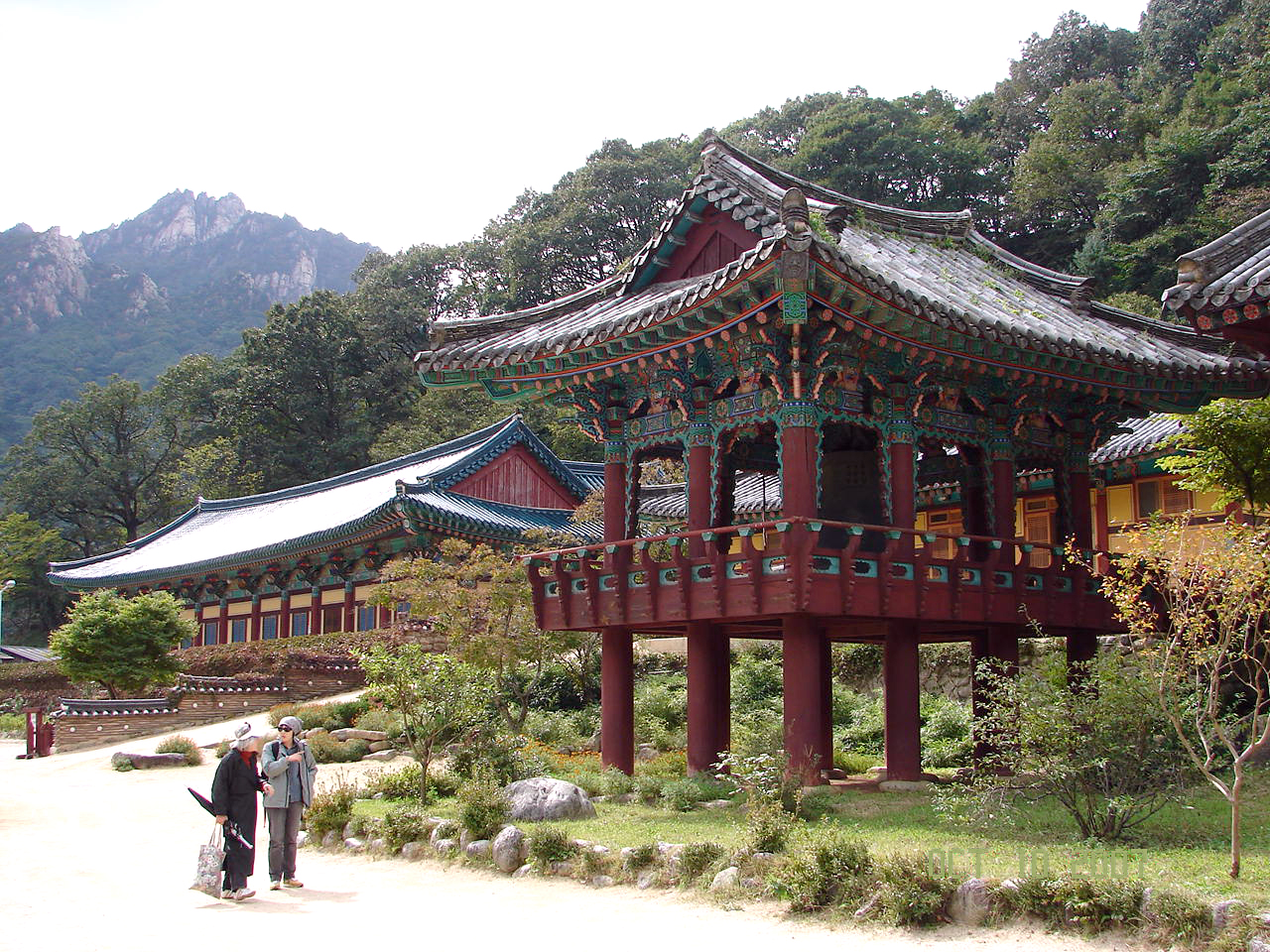

## 같이 보기
- 신흥사

## 참고 자료
- 신흥사보제루 - 국가유산청 국가유산포털